# ビート (音楽)
ビート (beat) とは音楽における構成要素の一つである。

## 概要
打点、および基本の単位として聞こえる基準のことで、曲から基本的な時間の単位を取り出したものである。つまり、音楽に合わせて足を踏み鳴らすとすると、それぞれの足踏みがビートということになる。文脈によって、ビートは次のいずれかの意味で使われる。
- 基本的な時間の単位の始まり、つまり時間の中のある1点。これは足が床を踏むほんの一瞬の点である。
- 1つ目の足踏みから2つ目の足踏みが完了するまでの時間。
- ポピュラー音楽においては、各ビートの連なり全体をいう音韻、リズム、グルーブといった意味における。

俗に、すべての曲には正しいビートが決まっていると定義されることがある。二人が同じ曲を聴きながら足踏みをしたが、一人はもう一人の倍の速さで足踏みをしていたとする。どちらが正しいというわけではない。一人は単に、もう一人より速いか遅いかという基準でビートを捉えたというだけである。
多くの音楽は、緊張したビートと弛緩したビートと（しばしば強拍、弱拍といわれる）の組織で特徴付けられていて、拍子記号とテンポとを示す部分がある。「ビート」という用語は、拍子記号においては分子を参照することが多い。だから、3/4 拍子と書いてあれば、ビートは3であると考える。すなわち分子の3である。たとえ音楽に規則的なリズムによる特徴がなくても、音楽家は規則的に連続したビートを心の中でカウントすることで、いつも音楽に合わせることができることを知っているのである。
拍の基準がビートの基準より速いものは拍の基準が分割されているのであり（訳注：複合拍子のこと）、拍の基準がビートの基準より遅いものは拍の基準はビートの基準の倍数となっている。
ハイパービートとはハイパーメーター（一般的には1小節を1拍として数えるときの1小節）の1つの単位である。それはそのまま、1小節が1つのビートとなるハイパーメジャーとなる。(Stein 2005, p.329)